# Pica-pau-dos-himalaias
Pica-pau-dos-himalaias ou pica-pau-do-himalaia-ocidental (Dendrocopos himalayensis) é uma espécie de ave da família Picidae. Ocorre no norte do subcontinente indiano, principalmente nos Himalaias e em algumas áreas adjacentes, e também se distribui pelo Afeganistão, pela Índia, pelo Nepal, pelo Butão e pelo Paquistão. O seu habitat natural são as florestas boreais e as florestas temperadas.